# Джеринс, Руби
Руби Джеринс (англ. Ruby Jerins; род. 11 ноября 1998, Нью-Йорк Сити) — американская юная актриса, наиболее известная своей ролями Грейс Пейтон в телесериале «Сестра Джеки» и Кэролайн Хоукинс в фильме «Помни меня».

## Жизнь и карьера
Дочь актёров Эдгара и Арианы Джеринс. Также является старшей сестрой Стерлинг Джеринс, известной своим участием в фильме «Заклятие». Дебютировала в кино в 2001 году, снявшись в фильме «Свадьба» в роли девочки-цветочницы. Позже снялась в телесериалах «Похищенный», «Закон и порядок», «Направляющий свет», «Как вращается мир», «Шесть градусов» и «Сестра Джеки», а также в программе «Saturday Night Live». Сыграла главную роль в «Сестра Джеки».
В 2010 году Джеринс сыграла главную роль в фильме «Помни меня».

## Фильмография
| Год       | Фильм                               | Роль               | Примечания                             |
| --------- | ----------------------------------- | ------------------ | -------------------------------------- |
| 2001      | Свадьба                             | Девочка-цветочница |                                        |
| 2004      | Вода                                | Мэри               |                                        |
| 2006      | Направляющий свет                   | Кэти               | Телесериал                             |
| 2006      | Saturday Night Live                 | Принцесса Амендола | Телесериал                             |
| 2007      | День Зоуи                           | Зоуи               | Короткометражка                        |
| 2007      | Похищенный                          | Аннабель Келлогг   | Телесериал (Эпизод «Делай как другие») |
| 2007      | Как вращается мир                   | Джилл Маркс        | Телесериал, (5 эпизодов, 2006—2007)    |
| 2007      | Шесть градусов                      | Элиза Морган       | Телесериал (12 эпизодов, 2006—2007)    |
| 2008      | Закон и порядок: Специальный корпус | Лейси Талбот       | Телесериал (Эпизод «Падение»)          |
| 2009      | Добровольцы                         | Оливия Стробл      | Телефильм                              |
| 2009-2015 | Сестра Джеки                        | Грэйс Пейтон       | Главный персонаж                       |
| 2010      | Остров проклятых                    | Рэйчел Леддис      |                                        |
| 2010      | Помни меня                          | Кэролайн Хоукинс   | Главный персонаж                       |
| 2010      | Закон и порядок: Специальный корпус | Роуз Самонски      | Телесериал (Эпизод «Меченый»)          |

## Награды
- Recanati-Kaplan Excellence in the Arts Scholarship, Июнь 2007[6].